# Regidor (Bolívar)
Pour les articles homonymes, voir Regidor.
Regidor est une municipalité située dans le département de Bolívar, en Colombie.